# Amadori-Umlagerung
Die Amadori-Umlagerung oder Amadori-Reaktion bezeichnet eine Reaktion aus der organischen Chemie. Sie beschreibt den 2. Schritt der Maillard-Reaktion, einer nichtenzymatischen Bräunung. Bei der Umlagerung entstehen aus instabilen Aldosylaminen stabile 1-Amino-1-desoxyketosen. Die Reaktion trägt den Namen ihres Entdeckers, des italienischen pharmazeutischen Chemikers Mario Amadori (1886–1941).
Die entsprechende Reaktion ausgehend von einer Ketose zu einer Aminoaldose heißt Heyns-Umlagerung.
Die Reaktion führt zum Beispiel zu Aromastoffen, wie sie in Kaffee, Brot, Braten und Karamell zu finden sind.

## Mechanismus
Bei dieser chemischen Reaktion kommt es zunächst zur Bildung eines Enols (4), das sich durch Verschiebung eines Wasserstoffatoms von der OH-Gruppe in die C-1-Stellung stabilisiert.